# Coleura
Genre
Coleura sp. est un genre de mammifères chiroptères (chauves-souris), insectivores, de la famille des Emballonuridae. Le genre est présent en Afrique et aux Seychelles.

## Liste des espèces
Selon ITIS (4 mai 2010), un article assez récent, et Mammal Species of the World (version 3, 2005)  (4 mai 2010) :
- Coleura afra (Peters, 1852)
- Coleura seychellensis Peters, 1868
- Coleura kibomalandy Goodman et al., 2012